# Чайково (Польща)
Чайково (пол. Czajkowo, нім. Kiebitzfelde) — село в Польщі, у гміні Ґостинь Гостинського повіту Великопольського воєводства.
Населення — 197 осіб (2011).
У 1975-1998 роках село належало до Лешненського воєводства.

## Демографія
Демографічна структура станом на 31 березня 2011 року:
|          | Загалом | Допрацездатний вік | Працездатний вік | Постпрацездатний вік |
| -------- | ------- | ------------------ | ---------------- | -------------------- |
| Чоловіки | 97      | 17                 | 69               | 11                   |
| Жінки    | 100     | 17                 | 59               | 24                   |
| Разом    | 197     | 34                 | 128              | 35                   |